# Urup (cieśnina)
Urup – cieśnina na Oceanie Spokojnym w południowej części archipelagu Wysp Kurylskich. Rozdziela wyspę Urup na południu od wysp Czarni Bracia na północy. Łączy Morze Ochockie z Pacyfikiem.
Długość około 20 km. Minimalna szerokość 30 km. Maksymalna głębokość ponad 500 metrów. 